# Quercus obtusata
Quercus obtusata är en bokväxtart som beskrevs av Aimé Bonpland. Quercus obtusata ingår i släktet ekar, och familjen bokväxter. Inga underarter finns listade.